# Franz Immig
Franz Immig était un footballeur allemand né le 10 septembre 1918 à Sondernheim, mort le 26 décembre 1955. 
En tant que défenseur, il fut international allemand à deux reprises en 1939, sans inscrire de but, et international sarrois à trois reprises en 1951 et en 1952 pour aucun but inscrit.

## Clubs
- 1937-1940 : Karlsruher FV
- 1940-1948 : Stuttgarter Kickers
- 1948-1952 : 1. FC Sarrebruck